# Lomaptera prasina
Lomaptera prasina är en skalbaggsart som beskrevs av Ernst Gustav Kraatz 1887. Lomaptera prasina ingår i släktet Lomaptera och familjen Cetoniidae. Inga underarter finns listade i Catalogue of Life.